# الاستيطان الفرنسي في الجزائر
الاستيطان في الجزائر كان مشروعا أوروبيا أكثر منه مشروعا فرنسيا حيث قامت على شعار ليكن الاحتلال فرنسيا، لكن الاستيطان يجب أن يكون أوروبيا.
عمل الاستعمار الفرنسي على إيجاد شعب فرنسي بالجزائر من خلال تشجيعه لحركة الاستيطان بعد مصادرة الأراضي التي سهلت عملية إقامة القرى الجديدة في شكل مستوطنات ساعدت على استغلال واستثمار الأرض بما يخدم المصلحة الفرنسية والمستوطنين. أما الشعب الجزائري (السكان الأصليين للبلاد)، فقد أخضعته لمجموعة من القوانين الاستثنائية شديدة القسوة والاضطهاد (قانون الأهالي)، وتجريده من المقومات شخصيته وأرزاقه وممتلكاته.
وهدف هذا لتضييع الجزائري لهويته لأن الجزائر أصبحت قطعة فرنسية وتجريده من كافة الحقوق التي يتمتع بها المواطن الفرنسي لأن القوانين التي صدرت في حقه لا تسمح له بحق المواطنة إلا إذا تخلى عن أحواله الشخصية كمسلم.
وهكذا أصبح متشردو أوروبا وصعاليكها الوافدين على الجزائر يتمتعون فيها بحق المواطنة الفرنسية، وأدمجت معهم ثلة من اليهود المتجنسين وفقا لقرار كريميو 1870م، ومعهم مجموعة لا تتجاوز 25000 جزائري من الذين تبرعت عليهم بحق التصويت، لأنهم متعلمون أو متعاونون مع أجهزة الاحتلال وأطلقت عليهم صفة النخبة.

## الأقدام السوداء
الأقدام السوداء (بالفرنسية: Pieds-Noirs) تسمية تطلق على المستوطنين الأوروبيين الذين سكنوا أو وُلدوا في المغرب العربي عمومًا وفي الجزائر خصوصا إبان الاستعمار الفرنسي للمنطقة ما بين 1832-1962.

## مراحل الاستيطان
شهدت الجزائر حركة استيطان واسعة، وكادت عدة عوامل منها الهجرة والتهجير والإبادة الجماعية أن تقضي قضاء يكاد يكون كاملا على البنية الاجتماعية للمجتمع الجزائري. شهدت حركة الاستيطان مرحلتين.

### المرحلة الأولى - الاحتلال الضيق
مرحلة الاحتلال الضيق حيث انحصر الاستيطان تقريبا في المناطق الشمالية لكن تخوف فرنسا من تنامي قوة الأمير عبد القادر وإجبارها على الاعتراف بحدود نفوذه جعلها تعيد النظر في سياستها الاستيطانية من خلال المباشرة في الاحتلال الشامل والذي ساعد بشكل كبير على انتشار حركة الاستيطان في باقي المناطق الأخرى إلى جانب الدعم المادي والمعنوي الذي لقيه المستوطنون الأوروبيون من طرف سلطات الاحتلال الفرنسي، التي راحت تسن القوانين لصالح الحركة الاستيطانية، وهذا ما شجعهم على جعل الجزائر مستوطنة فرنسية لكنها مستقلة عن فرنسا، خاصة وأنه كان من بين المستوطنين الشخصيات السياسية المعارضة للأنظمة الملكية المتعاقبة على حكم فرنسا.
انحصرت مرحلة الاحتلال الضيق بين 1830 و1835 على المستوطنين من جنود الحملة العسكرية على الجزائر، ومن الشخصيات التي عارضت حكم الملك شارل العاشر وكانت بداية الاستيطان العسكري باغتصاب 1000 هكتار تابعة لحوش حسن باشا بنواحي الحراش وأعطيت إلى مجموعة من جنود الحاكم العام كلوزيل لتسييرها، وقد أطلق عليها اسم المزرعة النموذجية الإفريقية. وقد كان كلوزيل من دعاة الاستيطان الأوائل وكان يفكر في أن يجعل من الجزائر، سان دومينغ جديدة وأن يحول رؤوس الأموال الأوربية المتجهة إلى القارة الأمريكية نحو الجزائر. ولهذا أصدر قرار 21 سبتمبر 1830ن الذي يبيح مصادرة أملاك الوقف وأملاك البايليك، قصد توزيعها على الوافدين الأوربيين. وفي 9 أوت 1835 خاطب الأوربيين الذين وصلوا مدينة الجزائر قائلا: «يجب أن تعلموا أيضا أن هذه القوة العسكرية التي هي تحت إمرتي ما هي الا وسيلة ثانوية، ذلك أنه لا يمكن أن نغرس العروق هنا إلا بواسطة الهجرة الأوربية فقط» كانت أولى المحاولات في ميدان الاستيطان الرسمي المدعم من قبل النظام العسكري، تعود إلى سنة 1832 حيث وصلت إلى ميناء الجزائر سفينة تحمل على متنها 400 مهاجر ألماني وسويسري وزعت عليها قطعا من الأراضي بلغت مساحتها الإجمالية 320 هكتارا. وبدأ الاستيطان يترسخ ويتوسع بعد صدور قرار 22 جويلية الذي أعلن المناطق التي سيطرت عليها القوات الفرنسية أملاكا فرنسية، إذ شجعت هذه التعليمة الأوروبيين على الابتعاد عن ضواحي مدينة الجزائر.

### المرحلة الثانية: الاحتلال الشامل

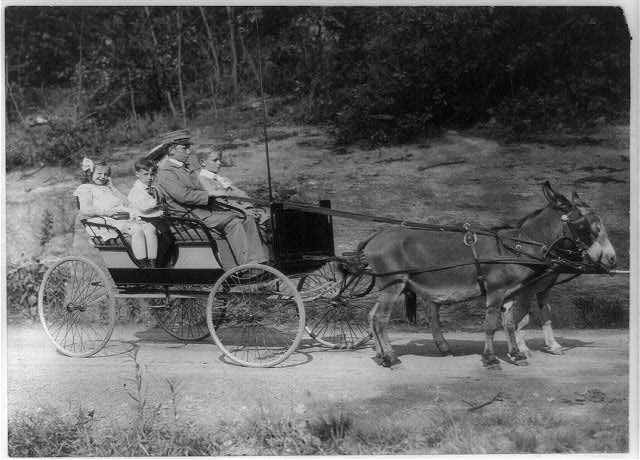
مستوطنون على عربة يجرّها حماران

بدأ الاحتلال الشامل مع بداية عام 1835 إذ شهد فيه الاستيطان أوج ازدهاره مع فالي وبيجو وراندون كذلك تعتبر هذه السنة بداية ظهور قوة المستوطنين في فرض وجودهم على الساحة السياسية في الجزائر، وفي باريس على حد سواء، وتوطيد مكانتهم في الجزائر خاصة على حساب العسكريين.
أفتتح المارشال الكلوزيل عهد الاحتلال الشامل مخاطبا المعمرين بمناسبة تعيينه واليا عاما في 10 أغسطس 1835 قائلا: «لكم أن تؤسسوا من المزارع ما تشاءون، ولكم أن تستولوا عليها في المناطق التي نحتلها وكونوا على يقين بأننا سنحميكم بكل ما نملك من قوة وبالصبر والمثابرة سوف يعيش هنا شعب جديد، وسوف يكبر ويزيد بأسرع مما كبر وزاد الشعب الذي عبر المحيط الأطلسي واستقر في أمريكا من بضعة قرون».
أقيمت أول مستوطنة في مدينة بوفاريك سنة 1836، وزعت على القادمين إليها 563 قطعة أرضية مساحة الواحدة منها ثلث الهكتار، كما وزعت 173 قطعة أخرى بلغت مساحة الواحدة منها 4 هكتارا، في الأحواش المجاورة.وانتقلت الإدارة الاستعمارية إلى إجراء آخر لتحريك وتيرة التوسع الاستيطاني، وذلك بتشجيع الاستيطان الحر من خلال بيع أراضي الدومين التي تكونت من أراضي البايليك والوقف المصادرة. بهذا الأسلوب حصل بعض المهاجرين على أكثر من 4500هكتارا خلال السنة فقط.
وقد شهد الاستيطان تطورا كبيرا، بمجيء الجنرال بيجو الذي صرح في يوم 14 مايو 1840 أمام النواب «يجب أن يقيم المستوطنون في كل مكان توجد فيه المياه الصالحة والأراضي الخصبة، دون الاستفسار عن أصحابها» ومن هنا أخذ يشجع العسكريين الذين أنهوا خدمتهم على الاستقرار في الجزائر، وأنشأ المستوطنات كي يعملوا فيها بصفة جماعية، كما أنشا المزارع حول المعسكرات يستغلها الجنود. وكان أهم شيء نجح فيه الجنرال بيجو هو استخدام الجيش في بناء المستوطنات وفي استصلاح الأراضي وغرس الأشجار في انتظار وصول المستوطنين. وقد اشتدت الهجرة الأوروبية نحو الجزائر في عهده، ففي سنة 1843 وحدها وصل إلى الموانئ الجزائرية 14 ألف و137 مهاجرا، منهم أكثر من 12.006 من الفرنسيين والباقي من الألمان والإرلنديين والسويسريين. وبلغ عدد المستوطنات سنة 1844 فقط 28 مستوطنة في المتيجة والساحل. وفي سنة 1845 وصل إلى الجزائر حوالي 46 ألف مهاجرا، الشيء الذي كان وراء توسع الاستيطان نحو الغرب والشرق.

## الدعم المادي والمعنوي
لقد كان الدعم المعنوي لحركة الاستيطان ظاهرا في خطابات كل الحكام الذين تداولوا السلطة والحكم على الجزائر، سواء العسكريون منهم أو المدنيون، ومن هذا المنطلق فإن تشجيع الأوروبيين على التوجه إلى الجزائر وتعميرها كان ضروريا للسلطة المحتلة، لذا راحت توفر لهم كل الشروط الضرورية للاستيطان على حساب أصحاب الأرض، ومن هذه الشروط توفير السكن وضمان رواتب تفوق رواتبهم في باريس، وهذا ما يسمح لهم من التفوق عدديا على أصحاب الأرض، كذلك ضمان الحماية العسكرية لهم، كذلك بدأت حركة الاستيطان تشهد توسعا أكثر، حيث شمل كل الأوروبيين فقامت فرنسا بعملية تسهيل تهجيرهم من أوطانهم إلى الجزائر على متن سفنها، ومنحهم فرص النجاح في الأراضي الجديدة.
وقد وصل عدد هؤلاء الأوربيين في عهد الجنرال بيجو إلى 100.000 ألف مهاجر أي بزيادة 42 في المائة عما كان عليه سنة 1839، موزعين حسب الجنسيات كما يلي: حوالي 43.5 في المائة فرنسيون، 28 في المائة أسبان، 8 في المائة طليان والباقي من جنسيات مختلفة وما بين 1848 و1850. تم إنشاء 42 قرية خاصة بالمستوطنين طبقا للقوانين الخاصة بعملية الاستيطان منها قرية مارنغو (حجوط حاليا) والعفرون وسان كلو وقالمة وماندوفي وكاستيليون. لتفعيل هذا الجانب جاء دور الشركات التي تأسست لهذا الغرض حيث أوكلت لها مهمة إنشاء القرى والمستوطنات ومن أبرزها الشركة الجزائرية التي تأسست عام 1868 وتحصلت على 100 ألف هكتار من الأراضي، وقد قامت هذه الشركة بتقديم تسهيلات للمستوطنين في الحصول على قطع من الأراضي مقابل دفع فرنك واحد لكل هكتار ولمدة 50 سنة. وتدعم الاستيطان بإصدار سلسلة من القوانين والقرارات خولت للمعمرين الاستيلاء بطرق مختلفة على أجود الأراضي وأخصبها. بداية بقانون 1845 الذي صادر أملاك القبائل التي أعلنت عصيانها ضد الفرنسيين.

## الأهداف الرئيسية للاستيطان
- إحلال الأوروبيين محل الجزائريين
- إخضاع الأغلبية الجزائرية للأقلية الأوروبية
- القضاء على أي مقاومة مسلحة يقوم بها الأهالي
- تكريس لغتهم وعاداتهم

## تطور ظاهرة الاستيطان
| السنة   | عدد المستوطنين | من أصل فرنسي | من أصل أوروبي |
| ------- | -------------- | ------------ | ------------- |
| 1839    | 25000          | 11000        | 14000         |
| 1847    | 109400         | 47274        | 62126         |
| 1851    | 131000         | 66000        | 65000         |
| 1857    | 181000         | 107000       | 74000         |
| 1870    | 250000         | 129610       | 12000         |
| المجموع | 696400         | 360884       | 227126        |

## انتقال الأراضي إلى المستوطنين
| الفترة الزمنية | الأراضي الموزعة على المستوطنين |
| -------------- | ------------------------------ |
| 1830-1850      | 42760 هكتار                    |
| 1851-1860      | 184555 هكتار                   |
| 1861-1870      | 73211 هكتار                    |
| المجموع        | 300526                         |

## المستوطنات والمستوطنون
| الفترة الزمنية | عدد المستوطنات | عدد المستوطنين |
| -------------- | -------------- | -------------- |
| 1830م-1850م    | 150            | 63497          |
| 1851م-1860م    | 91             | 39825          |
| 1861م-1870م    | 25             | 26576          |
| المجموع        | 264            | 129898         |

## هوامش ومراجع
1. ↑  مرسوم 14/جويلية 1865م